# Politecnico di Breslavia
Il Politecnico di Breslavia (in polacco Politechnika Wrocławska, fondato col nome in tedesco di Technische Hochschule Breslau) è una università tecnica autonoma con sede a Breslavia, in Polonia. Le sue sedi sono dislocate per tutta la città ma quella principale si trova nella centrale Plac Grunwaldzki, sita sulle rive del fiume Oder. Ha sedi distaccate nelle città di Jelenia Góra, Legnica e Wałbrzych.

## Storia
La Technische Hochschule Breslau venne fondata nel 1910 grazie all'idea di un gruppo di ingegneri e scienziati tedeschi e grazie al supporto dell'imperatore Guglielmo II. Era allora molto rinomata per i risultati ottenuti in campo scientifico e tecnologico e per il numero di invenzioni prodotte.
Nel maggio del 1945, durante l'assedio di Breslavia, la città venne occupata dall'Armata Rossa e l'università, insieme alla città intera, venne ceduta alla Repubblica Popolare di Polonia.
Il Politecnico venne poi ufficialmente rifondato il 24 agosto del 1945. Un gruppo di 27 professori, originari dell'Università e del Politecnico di Leopoli, arrivarono a Breslavia e fecero ripartire i corsi accademici all'interno delle strutture distrutte o severamente danneggiate della ex 'Technische Hochschule Breslau'. La prima lezione venne presieduta da Kazimierz Idaszewski il 15 novembre del 1945. Sin da allora, quel giorno dell'anno viene ufficialmente celebrato come giorno della Scienza di Breslavia.
Nel 1951 l'università venne divisa in due istituzioni separate. Il primo rettore del ristabilito Politecnico di Breslavia fu Dionizy Smoleński. Da quel momento, il Politecnico ha vissuto un processo di crescita molto rapido con conseguenti e altrettanto numerosi cambiamenti organizzativi.
Ad oggi gli studenti dell'università prendono parte a svariati progetti scientifici come, ad esempio, il programma SSETI, mirato allo sviluppo dei sistemi di comunicazione e comando del nuovo satellite lanciato il 5 ottobre del 2005.
L'università è uno dei membri fondatori dell'Università Internazionale di Logistica e Trasporti di Breslavia, nata dalla collaborazione tra la città di Breslavia e la Scuola Superiore Internazionale del Commercio di Metz.

## Galleria d'Immagini

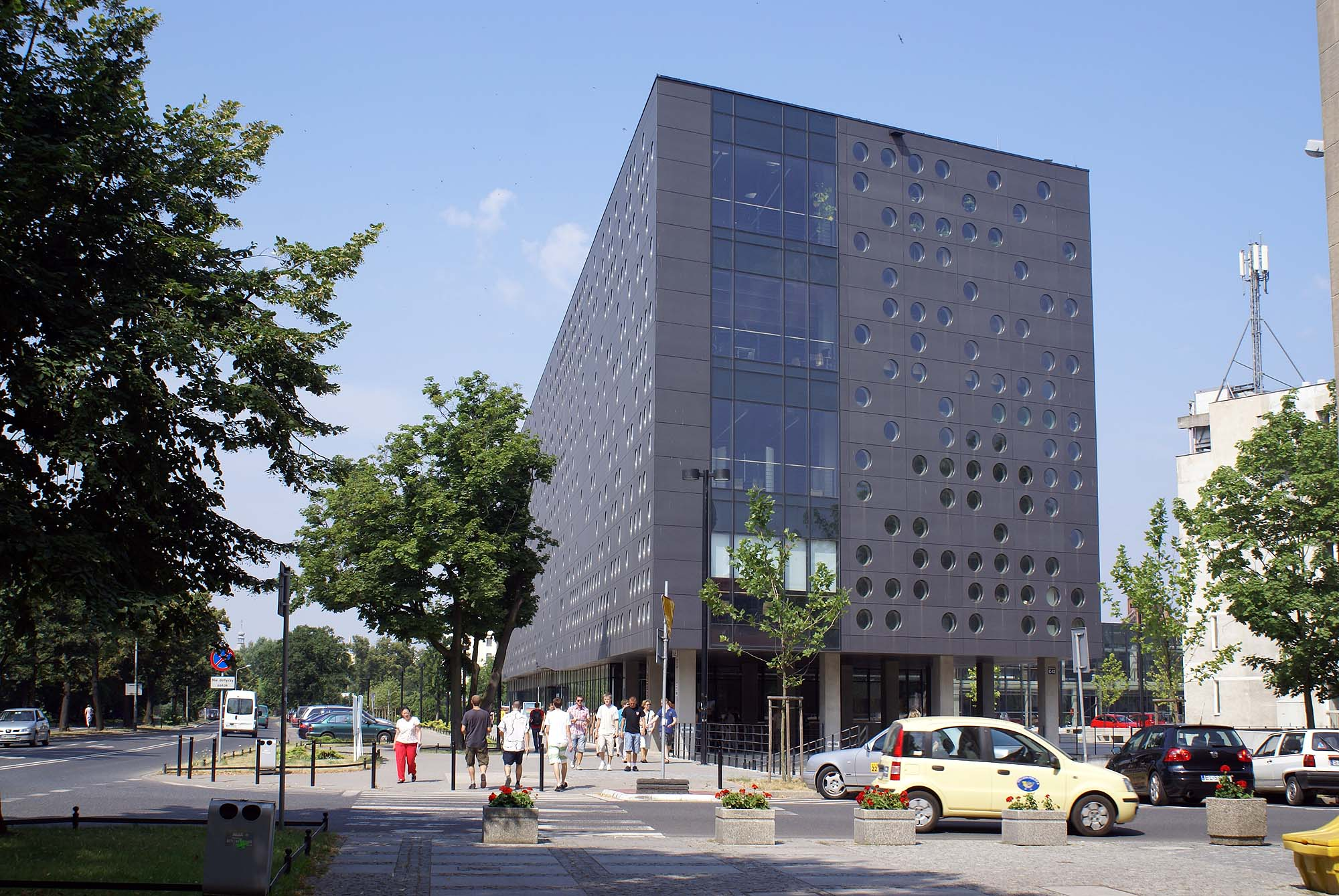
Il palazzo C13
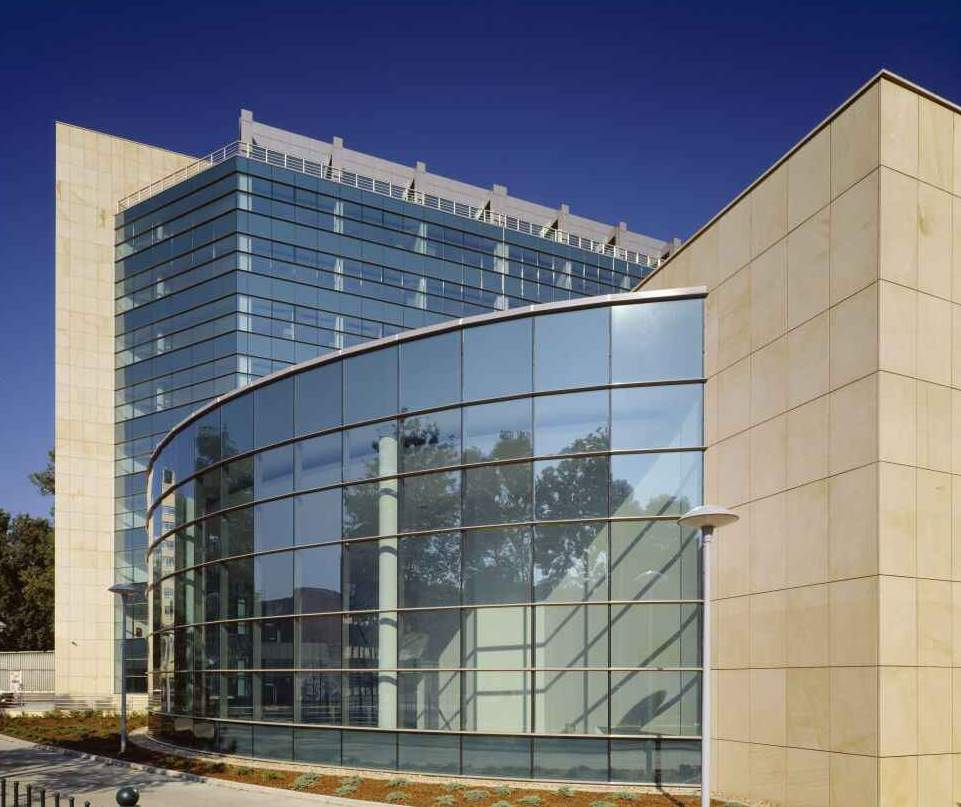
Il palazzo D20, sede della facoltà di Ingegneria Elettronica
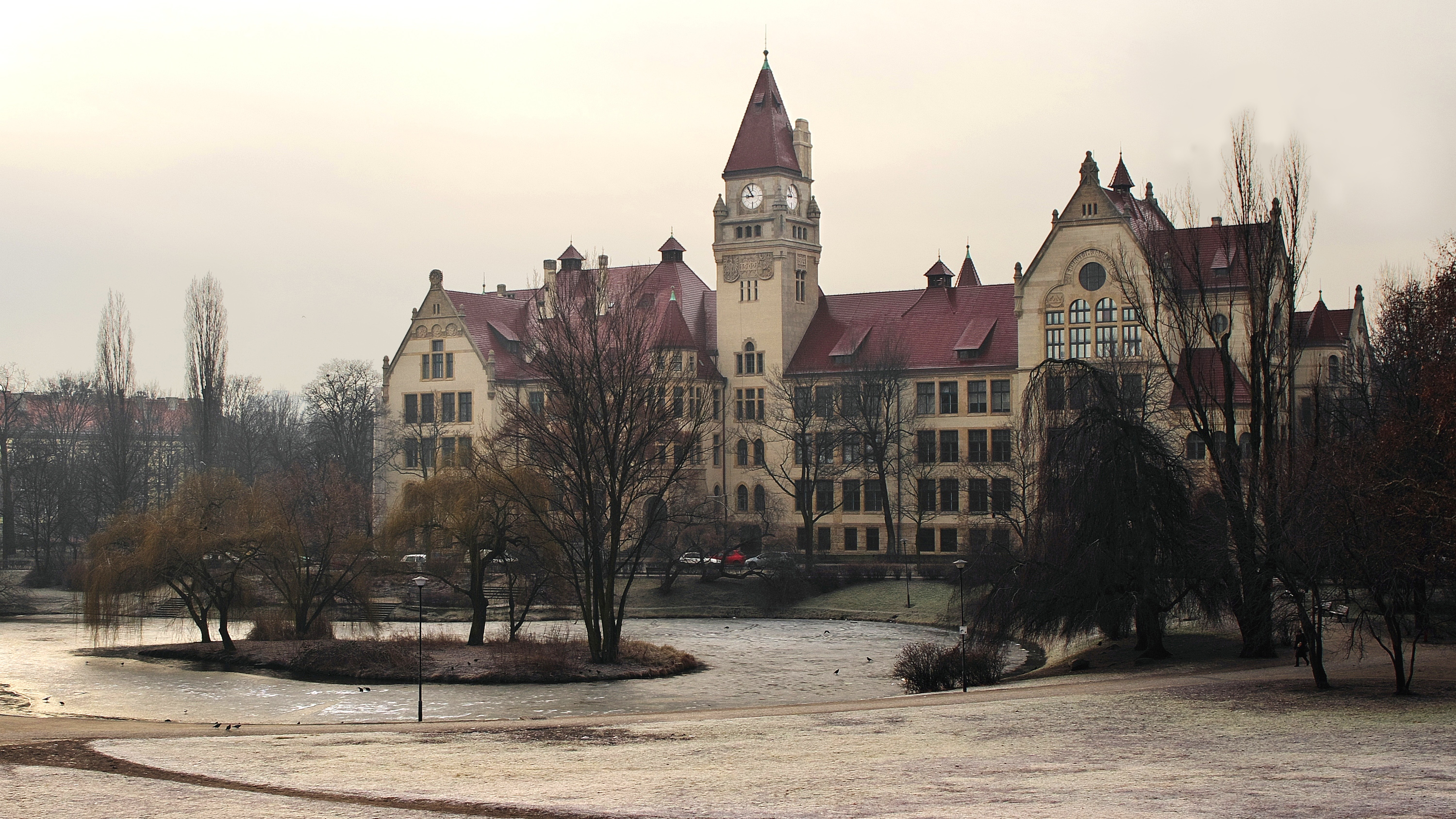
Il palazzo E1, sede della facoltà di Architettura
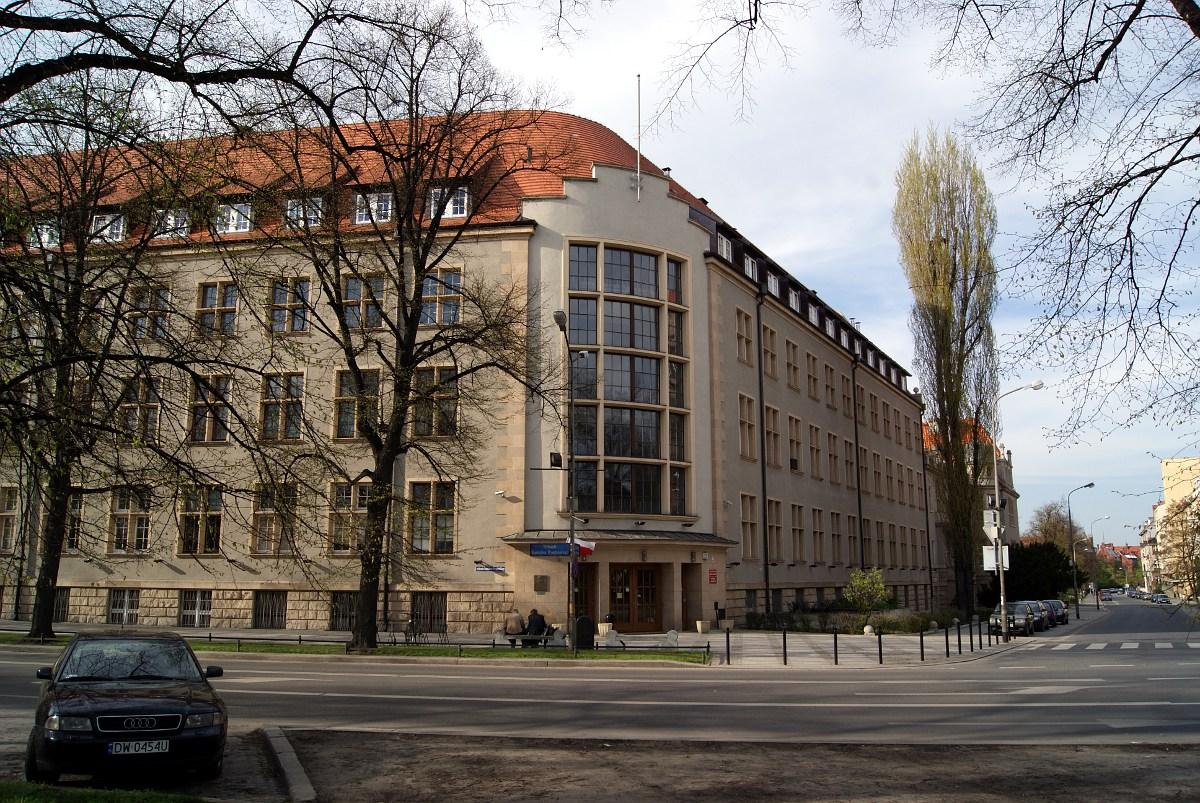
Il palazzo A2, sede della facoltà di Chimica